# Брештени
Брештени или Брешчени (грч. Αυγή, до 1926. грч. Μπρέστενη / Μπρέστανη) је насељено место у општини Костур у периферији Западна Македонија, Грчка. Према попису из 2021. године било је 129 становника.
Према бугарском географу и историчару, Василу Канчову, у Брештенима је 1900. године живело 180 Словена хришћана и 125 Турака. Након исељавања Турака 1924. године, у Брештенима је насељен известан број грчких избегличких породица из Турске, тако да је насеље и даље имало словенску већину. Након грађанског рата, број Словена се смањио.